# Boris Susko
Boris Susko (* 26. května 1970 Bratislava) je slovenský politik, právník a vysokoškolský pedagog, od října 2023 ministr spravedlnosti SR ve čtvrté vládě Roberta Fica.

## Život
V roce 1995 ukončil studium práva na Univerzitě Komenského v Bratislavě. Na této univerzitě získal v roce 2002 doktorát v oboru trestní právo, a později zde působil jako vysokoškolský pedagog. V letech 2006 až 2013 byl děkanem Právnické fakulty Vysoké školy ve Sládkovičově, na které byl posléze v roce 2013 prorektorem. Vykonával také advokátskou činnost.
V parlamentních volbách v roce 2012 získal mandát poslance Národní rady SR za stranu SMER-SD a zastával ho do roku 2016. Od tohoto roku do roku 2020 působil jako státní tajemník na ministerstvu životního prostředí. V parlamentních volbách v letech letech 2020 a 2023 byl opětovně zvolen do Národní rady.
V říjnu 2023 se stal ministrem spravedlnosti ve čtvrté vládě Roberta Fica.